# Marilyn, dernières séances
Marilyn, dernières séances (Brasil: Marilyn no Divã ) é um documentário francês de 2008 dirigido por Patrick Jeudy. O filme é baseado no livro Marilyn, as Últimas Sessões escrito por Michel Schneider e lançado em setembro de 2006.

## Sinopse
Norma Jeane Mortensen, seu nome verdadeiro, é uma mulher desamparada, melancólica e descrente. Durante as análises, a atriz relata momentos de extrema tristeza. A crise no casamento com o escritor Arthur Miller (1915-2005), a forma vulgar como era vista pelos homens, o aborto e a solidão foram temas recorrentes nas conversas com Greenson.
Na madrugada de 4 para 5 de agosto de 1962, o telefone soou na casa do psicanalista Ralph Greenson, em Los Angeles. Um fato até corriqueiro, uma vez que ele era o médico das estrelas, tratando de artistas como Peter Lorre, Vivien Leigh, Tony Curtis, Frank Sinatra, Vincente Minnelli e Marilyn Monroe, que era o assunto da ligação daquela noite. Greenson recebeu um pedido alarmante de uma empregada da casa de Marilyn, preocupada por ela não atender a seu chamado. Vedete do inconsciente freudiano "made in Hollywood", Greenson, um homem magro, elegante, que falava sempre com gravidade e sabedoria, fora uma das últimas pessoas a ver a atriz viva e, ao chegar à sua mansão, quebrar um vidro e entrar pela janela, foi o primeiro a encontrá-la morta. Em poucos dias, a fama de Greenson foi por água abaixo - de psicanalista das estrelas, foi considerado indiretamente culpado pela morte de Marilyn, seja ministrando remédios fortes demais, seja levando-a a um estado de espírito propício para a morte.
A complicada relação entre médico e paciente envolvendo nomes glamourosos do cinema fascinou o psicanalista e crítico literário francês Michel Schneider que, depois de muitas pesquisas, escreveu Marilyn - Últimas Sessões (editora Alfaguara, 2008). "Trata-se de uma história ao mesmo tempo banal e excepcional", comenta Schneider, que preencheu com ficção as lacunas ainda existentes na investigação da morte da atriz. Schneider, assim como seus personagens principais, não acredita na hipótese única de suicídio. Em seu livro, ele mostra como Greenson, ao descobrir o corpo desfalecido da atriz, chama primeiro o médico Hyman Engelberg, que também tratava de Marilyn, receitando-lhe, muitas vezes, calmantes.
A polícia só é avisada pouco antes do amanhecer, quando Engelberg telefona para o delegado de plantão da chefatura de Purdue Street, comunicando que Marilyn Monroe havia se suicidado "Os médicos não acreditavam, de fato, nessa versão mas sabiam que a casa da atriz estava recheada de microfones, daí a prudente decisão de anunciar o suicídio." Marilyn tivera um caso com John e Robert Kennedy, o que tornou sua existência arriscada. Já passava da meia-noite de sábado para domingo quando o sargento Franklin, de plantão naquele 5 de agosto de 1962, parou um Mercedes que voava a 120 km/h com os faróis apagados. Com uma lanterna, o soldado descobre o ator Peter Lawford, no volante. Ele parecia bêbado, amedrontado, descomposto. Ao seu lado, o psicanalista Ralph Greenson e, no banco de trás, o facho de luz iluminou Robert Kennedy, irmão do presidente americano, com os olhos semicerrados e a camisa rasgada.
Todos seguiam apressadamente para o aeroporto. Se fugiam de alguma coisa, não há comprovação. Michel Schneider não faz nenhuma consideração sobre o fato em "Marilyn - Últimas Sessões", apenas relata. Amante da estrela, Robert Kennedy foi envolvido em uma versão da morte dela, totalmente cinematográfica, na qual um homem usando luvas de látex teria enfiado uma fina agulha no coração da atriz injetando veneno, o que comprometeria o político com a máfia. Ralph Greenson também foi apresentado como assassino de Marilyn: involuntariamente, pela prescrição inapropriada que produziu uma interação fatal entre dois medicamentos, ou voluntariamente, participando de um complô para eliminá-la. "Marilyn e Greenson formavam um casal improvável: a deusa do sexo e o psicanalista freudiano", afirmou Schneider, em uma entrevista para a imprensa européia.
Durante 30 meses, entre janeiro de 1960 àquela madrugada de 5 de agosto de 1962, Greenson foi o principal terapeuta de Marilyn Monroe, que antes se deitara em quatro outros divãs, sempre aflita com as mesmas perturbações: traumas de infância, falta de auto-estima, necessidade obsedante de aprovação dos outros, incapacidade de conservar laços de amizade ou de amor, medo de ser abandonada.
"Na verdade, sem saber, mas desejando-o violentamente, Greenson entrou com a atriz numa dessas atrações fatais às quais os intelectuais se entregam com um abandono tanto maior quanto acreditam permanecer donos da situação", escreve Schneider, lembrando que facilitou a relação a paixão que Marilyn nutria pelo trabalho de Sigmund Freud. E o encontro entre a atriz e seu novo terapeuta foi a repetição do encontro entre a psicanálise e o cinema: cada um partilhou a loucura do outro.
À medida que se tornava cada vez mais dependente da terapia de Greenson, Marilyn não conseguia se libertar de seus demônios, recebendo uma enorme quantidade de injeções sedativas. Pior: segundo Dean Martin, ela era incapaz também de assumir o horror das coisas que descobriu sem querer, ao se relacionar com políticos. "Se não fechasse a matraca, não precisaria de remédios para levá-la ao seu destino", disse. A tese de que um complô teria matado Marilyn ainda persiste. Schneider não toma partido, mas admite: "A psicanálise não a matou, mas não a ajudou a sobreviver".

## Elenco
- Marilyn Monroe ... ela mesma (imagens de arquivo)
- Yves Montand ... ele mesmo (imagens de arquivo)
- Simone Signoret ... ela mesma
- George Cukor ... ele mesmo (imagens de arquivo)
- John Huston ... ele mesmo (imagens de arquivo)
- Truman Capote... ele mesmo[5]

## Produção
As gravações das análises da musa com o psicanalista Ralph Greenson (1911-1979) deram origem ao filme, que tenta explicar as razões pelas quais a musa era tão infeliz. O documentário é rico em imagens de diferentes momentos da vida de Marilyn. Os violinos, o piano e os instrumentos de sopro, somados à narração pausada, dão ao filme um clima bastante sombrio.